# Jacobus de Cessolis
Jacobus de Cessolis, italsky Jacopo da Cessole, (asi 1250, Cessole – asi 1322, Janov) byl italský dominikán, autor nejslavnější alegorické satiry na středověkou společnost založené na hře v šachy, latinského spisu Liber de moribus hominum et officiis nobilium sive super ludum scaccorum (kolem 1275 až 1300, Kniha lidských mravů a povinností šlechty neboli o hře v šachy).
V Cessolisově moralitě šachy symbolizují svět a stavovské rozdělení středověké společnosti. Ve spise je svět přirovnán k šachovnici a barvy reprezentují život a smrt, chválu a hanu. Každé šachové figurce je přisouzena příslušnost k určité společenské vrstvě (pěšec = sedlák, věž = baron, jezdec = rytíř, střelec = biskup nebo soudce, dáma = královna, král = král) a šachy se tak pro autora stávají vzorem spořádaného života. Úvahy o šachu jsou pro Cessolise také příležitostí k sentencím o zvycích a morálce společnosti, o náboženství a politice. V textu se prolínají komentáře k pravidlům hry s citáty z Písma svatého a s citáty z děl církevních i světských spisovatelů i starověkých klasiků.
O oblibě tohoto díla ve 14. století svědčí jeho četné veršované úpravy (například Das Schachzabelbuch od německého mnicha Konráda von Ammenhausena z roku 1337) a překlady do mnoha národních jazyků, mimo jiné i do češtiny. Pod názvem Kniežky o šašiech a co hra šachová ukazuje a učí jej kolem roku 1390 sepsal český filozof a prozaik Tomáš Štítný ze Štítného.
Cessolisova kniha se stala na několik století nesporným bestsellerem. V roce 1473 vyšlo latinsky první tištěné vydání tohoto díla, krátce poté se objevují další četná vydání v jiných jazycích, například v angličtině pod názvem Game and Playe of the Chesse (Hra v šachy) roku 1474 (jako druhá anglicky tištěná kniha) a roku 1483 (autorem i vydavatelem anglického překladu byl velký znalec šachové hry a zároveň i průkopník knihtisku v Anglii William Caxton) a roku 1493 v italštině s názvem Libro di Giuocho di Scacchi (Kniha o hře v šachy).